# Escape the Undertaker
Escape the Undertaker ist ein interaktiver Film von Ben Simms aus dem Jahr 2021. Es handelt sich um einen Kurzfilm, der im WWE-Universum spielt. In dem Film versucht das Tag Team The New Day (Kofi Kingston, Xavier Woods und Big E) die Urne des Undertakers zu stehlen. Der Film erschien am 5. Oktober 2021 auf der Streaming-Plattform Netflix.

## Handlung
The New Day begeben sich zum Anwesen des Undertakers, um seine Urne zu entwenden, die ihm seit Jahrzehnten Kraft gibt. Im Film kann via Fernbedienung die Handlung beeinflusst werden. So ist es möglich, verschiedenen Handlungssträngen zu folgen, aber auch die Handlung zu beeinflussen.
Allen Strängen ist der Ablauf gemein, dass Big E von Undertaker in eine Falle gelockt wird. Die Urne entzieht ihm langsam die Kraft. Die drei Freunde machen sich auf die Suche nach den beiden Schlüsseln, die die Urne entfesseln sollen. Dabei treffen sie im Keller auf die Leiche von Isaac Yankem und im Obergeschoss auf eine Bibliothek. Während Woods und Big E den Schlüssel ergattern, findet Kofi eine Geheimtür, hinter der sich eine Art Kommandozentrale verbirgt. Dort fordert ihn Paul Bearer zum Kampf mit dem Undertaker auf. Schließlich finden sie beide Schlüssel und befreien die Urne, womit das Ritual gestoppt ist. Anschließend wollen sie die Urne an sich nehmen, doch der Undertaker konfrontiert sie mit ihren jeweiligen Ängsten (Kofi = Selbstzweifel, Xavier Woods = lebendig begraben zu werden, Big E = Spinnen) und bietet ihnen an, die Seiten zu wechseln. Sie wachen im Sarg wieder auf.
Je nachdem, wie man sich entscheidet, hintergeht einer der drei die anderen und schließt sich Undertakers Druidenarmee an. Hat man sich für das Team entschieden, gibt es mehrere mögliche Enden. Das Hauptende ist eine Handlung, bei der Big E am Ende die Urne zerstört und damit Undertakers Macht enden lässt. Dazu muss man in der Bibliothek einen Krafttrank an sich nehmen. Tut man das nicht, werden die drei aus dem Anwesen heraus teleportiert. Hat man den Krafttrank bei sich, zerstört man die Urne, der Undertaker verschwindet und ein Sarg öffnet sich, mit dem man nach draußen entkommt.
Anschließend erscheint der Undertaker und man kann wieder bei der Szene mit den Ängsten starten oder sich den Abspann ansehen.

## Hintergrund
Der Film startete auf Netflix am 5. Oktober 2021 im Halloween-Monat Oktober. Er vermischt Motive des Spukfilms und des Horrorfilms mit Wrestling. Auf Grund der Machart orientiert er sich eher am Jugendfilm. Netflix selbst gibt eine Altersempfehlung ab 12 Jahren. 

## Rezeption
Auf Film-rezensionen.de schreibt Jaschar Marktanner „Escape The Undertaker ist eine kurzweilige Spielerei, an der aufgrund der dünnen Story und der etwas billigen Machart jedoch nur Hardcorewrestlingfans und Kinder Spaß haben werden.“